# Struthanthus deppeanus
Struthanthus deppeanus är en tvåhjärtbladig växtart som först beskrevs av Schltdl. & Cham., och fick sitt nu gällande namn av George Don jr. Struthanthus deppeanus ingår i släktet Struthanthus och familjen Loranthaceae. Inga underarter finns listade i Catalogue of Life.